# لوانگ نامتا
لوانگ نامتا (به لاتین: Luang Namtha) یک منطقهٔ مسکونی در لائوس است که در استان لوآنگ نامتا واقع شده‌است.

## نگارخانه

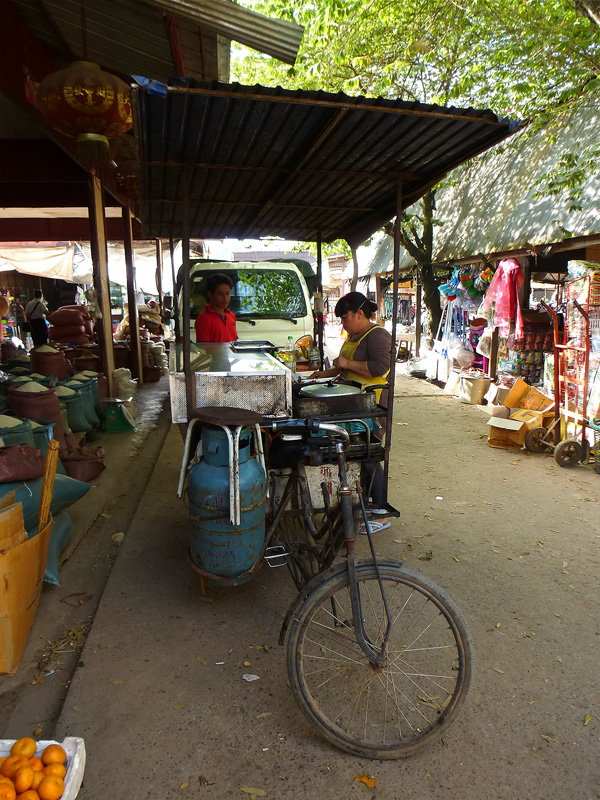
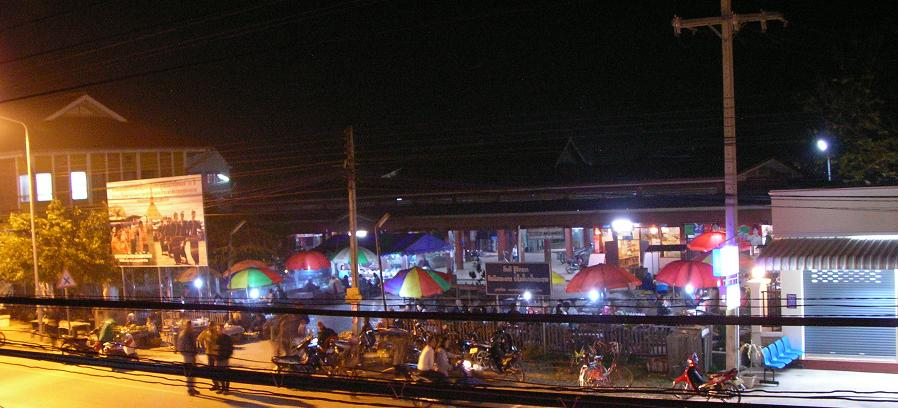
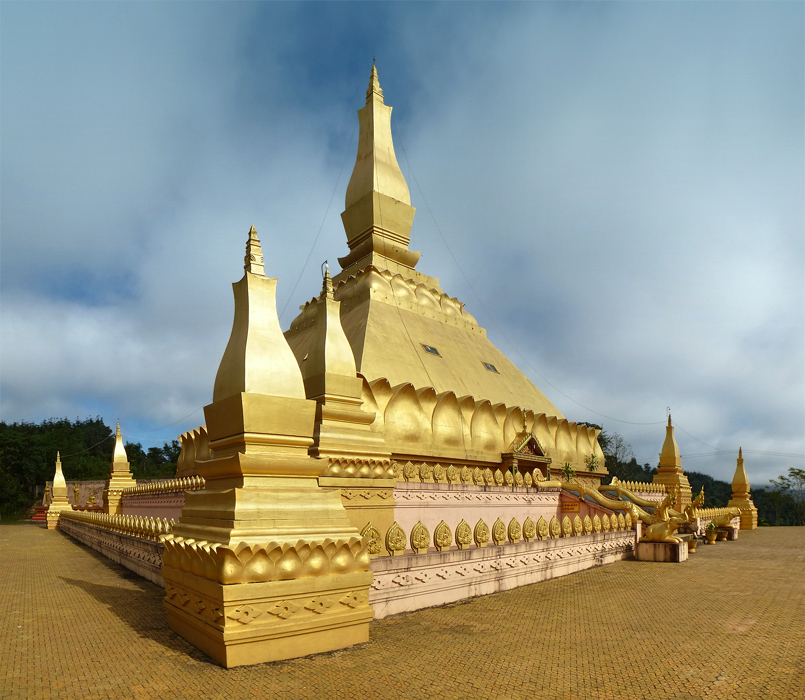
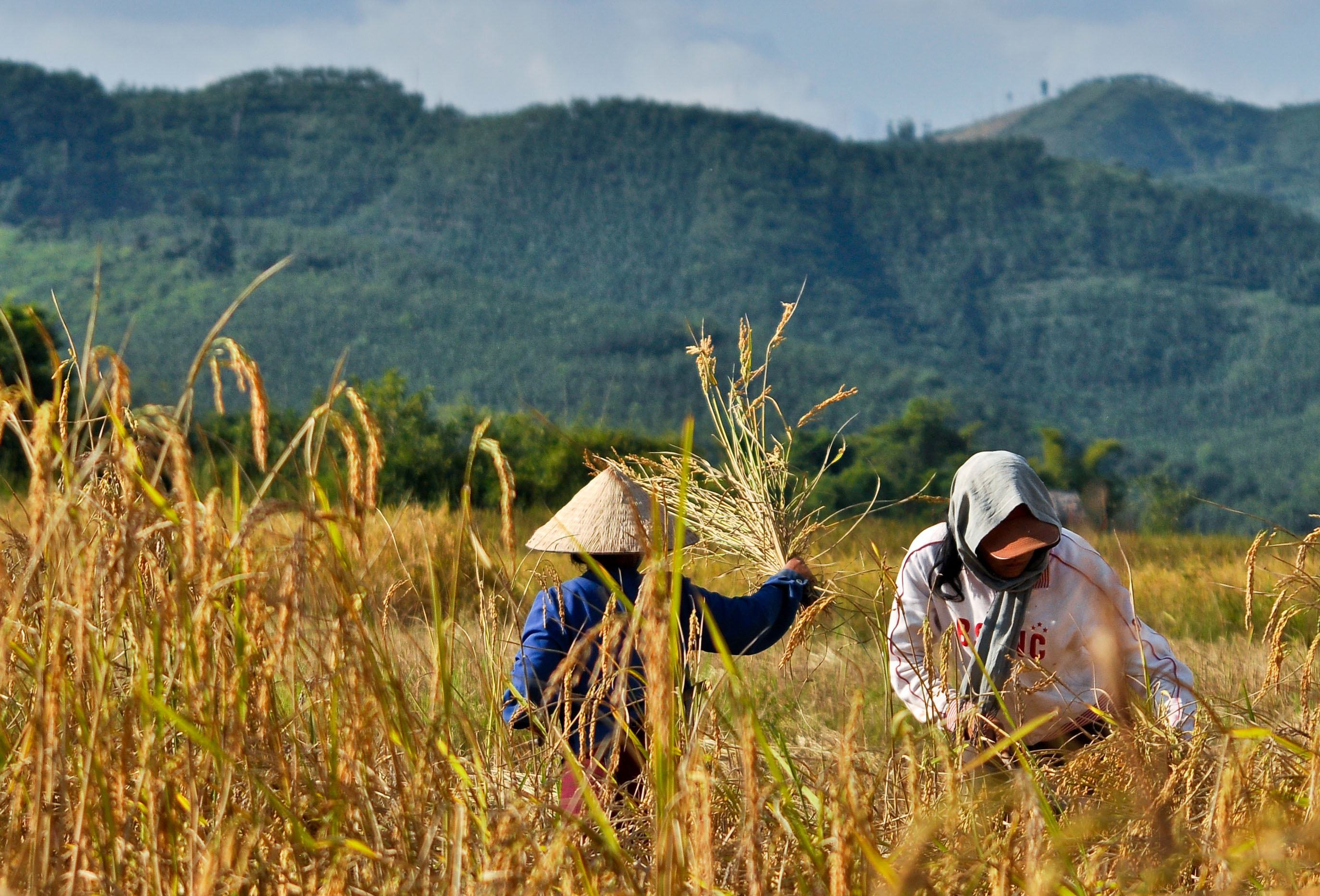
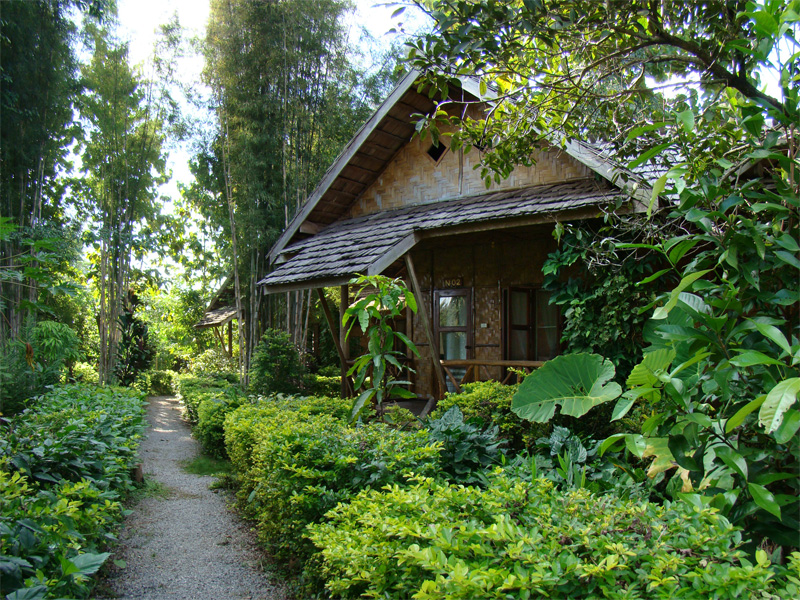

## خصوصیات
لوانگ نامتا ۳٬۵۰۰ نفر جمعیت دارد.